# EasyWriter
Easywriter ist eine zunächst für den Apple II entwickelte Textverarbeitung. Sie wurde 1979 von John T. Drapers Firma Cap’n Software in der Programmiersprache Forth entwickelt und war das erste Programm dieser Art für den Apple II. Später wurde Easywriter auch auf den IBM PC portiert und 1981 zur Markteinführung mit dem PC als Bundle in der Version 1.0 ausgeliefert.